# Christmas Caper
Christmas Caper is een televisiefilm uit 2007 onder regie van David Winkler.

## Verhaal
Wanneer een juwelenroof de mist ingaat, vlucht dievegge Kate van de misdaadindustrie en haar niet te vertrouwen partner. Haar gezicht is echter vastgelegd op de camera, waardoor ze zich onopvallend moet gedragen. Om die reden besluit ze tijdelijk onder te duiken bij haar familie in Connecticut. Het is de laatste plek waar ze wil zijn. Haar afgunst wordt versterkt als ze op moet passen op haar neef en nicht, hetgeen geen simpele taak is.

## Rolverdeling
- Shannen Doherty - Kate Dove
- Josh Hayden - Parker Cooper
- Natasha Calis - Annie
- Stefanie von Pfetten - Holly Barnes
- Ty Olsson - Sheriff Hank
- Conrad Coates - Clive Henry
- Michael P. Northey - Duffy
- Sonya Salomaa - Savannah Dove Cooper